# ダニー・ヨシカワ
ダニー・ヨシカワ（Danny Yoshikawa、1974年4月19日 - ）は、アメリカ合衆国のプロバスケットボール指導者。
役職はアシスタントコーチ。NCAA・セントメアリーズゲールズ男子バスケットボール所属。

## 略歴
アメリカの大学を渡り歩いた後、NBL・兵庫ストークスの2代目ヘッドコーチに就任。翌年も続投したが、成績不振によりシーズン途中で解任された。現在はセントメアリーズゲールズ男子バスケットボールでアシスタントコーチを務めている。

## 参考
https://bbspirits.com/tag/%E3%83%80%E3%83%8B%E3%83%BC%E3%83%BB%E3%83%A8%E3%82%B7%E3%82%AB%E3%83%AF/